# 会文堂印书局旧址
会文堂印书局旧址是位于中華人民共和國上海市靜安區会文路125弄6号的歷史建築，建于1915年-1920年期間，砖木结构二层，占地面积48平方米。会文堂印书局旧址为静安区文物保护单位。

## 歷史
1925年5月31日，上海总工会成立，中共中央出版局于6月在会文路125弄6号的石库门建筑内创办了中共第一家地下印刷厂，并在石库门门口悬挂会文堂印书局招牌。工厂的负责人是倪忧天。印刷厂有两部对开机，一部圆盘机（脚踏架），一部切纸机（刀架），一只浇字摇炉，一副老五号宋体铜模和三、四号铅字等。排字房里共有3个人：负责人陈豪干，浇字工人史叔荣。会文堂印书局印刷《向导》、《新青年》、《中国青年》、《热血日报》等報刊。9月中旬上海总工会被查封后，有人被捕，中共中央决定关厂，撤走全部人员。现址为民居。